# جين دانيال غاندر
جين دانيال غاندر (بالإنجليزية: Jeane Daniel Gunder)‏ هو عالم بقشريات الأجنحة وعالم حيوانات وعالم حشرات أمريكي، ولد في 1888، وتوفي في 1948.